# Olga Olgerdowna Tokarewa
Olga Olgerdowna Tokarewa (russisch Ольга Ольгердовна Токарева, geb. Korytkowskaja russisch Корытковская; * 27. Dezember 1956 in Moskau) ist eine ehemalige sowjetische Schauspielerin und Synchronsprecherin sowie heutige russische Schauspiellehrerin.

## Laufbahn
Tokarewa ist die Tochter von Olgerd Stanislawowitsch Korytkowski (1925–2016), der am Staatlichen All-Unions-Institut für Kinematographie  (WGIK) als Historiker, Lehrer und Prorektor tätig war. 1975 wurde er zum Verdienten Kunstschaffenden der RSFSR ernannt. Tokarewas Bruder Wladimir (* 5. Juli 1963) arbeitete als Risikoanalyst bei der Bank Rossii und an der Finanzuniversität der Regierung der Russischen Föderation.
Sie trat 1975 erstmals im Film auf und schloss 1978 die Ausbildung am WGIK ab. Bis zum Ende der Sowjetunion war Tokarewa regelmäßig vor der Kamera tätig, u. a. in Verfilmungen von Tolstois Der lebende Leichnam (1984, TV-Mehrteiler) und Die Kreutzersonate (1987). Die meisten Rollen gab sie in Produktionen von Mosfilm. In den 1980er Jahren nahm Tokarewa auch einzelne Engagements als Synchronsprecherin an. Seit 1992 arbeitet sie als Schauspiellehrerin am WGIK. 2017 war Tokarewa in dem Dokumentarfilm Тайны кино (Tainy kino) zu sehen.

## Filmografie (Auswahl)
- 1978: Die feuerrote Blume (Alenki zwetotschek)
- 1984: Vogelscheuche (Tschutschelo)
- 1986: Der Platz des Aufstandes (Ploschtschad Wosstanija)
- 1986: Der Tanzplatz (Tanzploschadka)